# 小西灣綫
小西灣綫（英語：Siu Sai Wan Line）是香港一條已經擱置的鐵路路線，建議被香港政府接納入《鐵路發展策略2000》的檢討報告中，設置新的小西灣站。於《鐵路發展策略2014》決定擱置。

## 歷史
於2012年中，香港政府路政署展開「我們未來的鐵路」第一階段諮詢時，小西灣綫已被提出，到2013年初第二階段諮詢才正式放入「地區性優化方案」中。

## 計劃

### 定線
按《鐵路發展策略2000》檢討報告中的評估方案，小西灣綫共分為延綫方案、支綫方案與接駁綫方案。
- 延綫方案：直接延長港島綫，由柴灣站延至小西灣站。
- 支綫方案：從港島綫分支一條路線至小西灣站。
- 接駁綫方案：另外興建一條中型鐵路系統，接駁小西灣站及杏花邨站。

### 各路綫方案的初步構思

#### 港島線延長方案
在柴灣站後繼續延長到小西灣站，而柴灣站則成為港島綫其中一個中途站。
- 現時柴灣站以高架形式興建，被不少建築物圍繞。而這方案也要興建貫穿砵甸乍山的U型隧道。
- 除非拆卸現有柴灣站附近和延長至小西灣沿綫的相關建築物（包括住宅、商場等），否則沒有空間興建有關延綫。

#### 小西灣支線方案
在杏花邨站修建分岔線路，借此前往小西灣站，類似於將軍澳站。
- 工程可能需要進行填海，尤其是填平維港以外的柴灣貨物裝卸灣。
- 營運期間會使部分列車不再直達柴灣站，屆時將減少柴灣站的班次，柴灣站的乘客候車時間更長，對部分須轉乘小巴的柴灣居民不公平。

#### 小西灣接駁線方案
在杏花邨站建單獨的線路，從杏花邨站來往小西灣站，類似於現時的欣澳站模式。
- 小西灣居民乘搭該新鐵路綫後需要另行轉車，才可前往港島線各站，情況可能與使用路面交通工具，例如城巴85線及小巴62、62A到達杏花邨站相似。
- 即使未必需要填海，也極有機會須永久佔用一些私人土地、休憩用地及社區設施土地。
- 新鐵路綫需以高架形式興建，預計高架橋將相當接近民居，或會影響景觀，而在工程和營運期間亦可能帶來噪音。[註 1]

## 車廠
- 《鐵路發展策略2000》檢討報告中，顧問認為小西灣綫應與港島綫共用柴灣車廠。
- 若最終仍然決定興建小西灣線，顧問認為小西灣線應盡可能運用港島綫杏花邨站旁的柴灣車廠，以減省另設車廠的用地需要。

## 影響
小西灣綫對港島綫的影響：2031年港島線於早上繁忙時間－天后站往銅鑼灣站一段的預計使用情況
| 情境             | 設計最高單方向載客容量（每小時人次） | 顧問推算的單方向客運量（每小時人次） | 平均載客率 |
| ---------------- | ------------------------------------ | ------------------------------------ | ---------- |
| 興建小西灣綫     | 約85,000                             | 約67,000                             | 約79%      |
| 沒有興建小西灣綫 | 約85,000                             | 約64,000                             | 約75%      |

## 效益
雖然有小西灣居民爭取興建小西灣綫，可是小西灣社區於規劃階段時，並沒有考慮為興建鐵路而預留空間。此外，小西灣的人口未足支持鐵路系統發展，而且大部分港島東區的巴士路線都在小西灣出發，加上設立了多條來往港九各區的特快巴士路線，對外交通大致上已經十分發達，所以政府認為該區沒有迫切需要興建鐵路。

## 外部連結
- 香港鐵路大典上的相关条目：小西灣綫